# 菅哲哉
菅 哲哉（かん てつや、1961年4月3日 - ）は、日本の実業家。関西みらい銀行代表取締役会長。
2017年11月よりりそなホールディングス子会社の金融持株会社である関西みらいフィナンシャルグループ代表取締役社長、2019年4月より関西みらい銀行代表取締役社長を務めていた。

## 経歴
- 1961年4月3日：京都府にて出生[1][3][4]。
- 1984年：関西学院大学商学部卒業と同時に、大和銀行へ入行[3][4]。
- 2008年4月：りそな銀行執行役員大阪地域担当（市外北ブロック担当）に就任[4]。
- 2009年6月：りそな銀行執行役員大阪地域担当（市外南ブロック担当）に就任[4]。
- 2011年6月：りそな銀行常務執行役員地域サポート部担当に就任[4]。
- 2012年4月：りそな銀行常務執行役員経営管理部担当に就任[4]。
- 2013年4月：りそなホールディングス代表執行役 グループ戦略部担当兼購買戦略部担当に就任[4]。
- 2013年4月：りそな銀行取締役兼執行役員経営管理部担当に就任[4]。
- 2013年6月：りそなホールディングス取締役兼代表執行役 グループ戦略部担当兼購買戦略部担当に就任[4]。
- 2017年4月：りそなホールディングス取締役兼代表執行役グループ戦略部担当及びりそな銀行代表取締役副社長兼執行役員経営管理部担当に就任[4]。
- 2017年11月14日：関西みらいフィナンシャルグループ設立と同時に、代表取締役社長に就任[1]。
- 2023年4月：関西みらいフィナンシャルグループ取締役会長、関西みらい銀行取締役会長に就任。
- 2024年4月：関西みらい銀行代表取締役会長に就任。

## 人物像

### ABC
仕事の中では常に「ABC」を意識し、粘り強く前向きにやることをモットーとしていると語っている。「A」は当たり前、「B」は馬鹿にしない、「C」はちゃんとやるであるという。

### 人物評
菅について、りそなホールディングス内部からは、経営企画畑での長い経験も影響してか「物腰は柔らかいが芯は強い」というものや、「部下の面倒見が非常に良い」という意見が多いと日本経済新聞は報じている。

### その他
- 趣味は2013年頃から始めた登山である[1]。

## 関西みらいフィナンシャルグループ発足時の対応
2017年11月に発足した関西みらいフィナンシャルグループは、りそなホールディングス傘下の近畿大阪銀行と三井住友フィナンシャルグループの関西アーバン銀行及びみなと銀行という異なる大手銀行系列の地方銀行の経営統合であり、また検討項目も多岐にわたったことから、統合交渉について慎重を期す必要があった。そのような中で菅は、自身が仕事において重視する「ABC」を常に意識し、統合交渉を乗り切った。これについて、りそなホールディングス社長の東和浩は「統合交渉で一番汗をかいたのは、菅」と評したほか、みなと銀行や関西アーバン銀行の幹部からも「こちら（三井住友フィナンシャルグループ傘下側）の意見もしっかり聞いてくれた」という評価がなされている。

## 脚註
1. 1 2 3 4 5 6 7 8 9 10 11  『関西みらいＦＧ社長に就く菅哲哉氏――粘りの交渉力、他行も信頼（登場）』（日本経済新聞 2017年9月27日朝刊9頁 関西経済面）
2. ↑  「株式会社関西みらいフィナンシャルグループ」設立のお知らせ（TDnet 適時開示資料 2017年11月14日りそなホールディングス開示）2017年11月26日確認
3. 1 2 3  りそなと三井住友、傘下3地銀統合 持ち株会社社長に菅氏内定（サンケイビズ 2017年9月21日05:56配信）2017年11月26日確認
4. 1 2 3 4 5 6 7 8 9 10  ホーム グループの概要 りそなホールディングスの会社概要 役員一覧 取締役の略歴（りそなホールディングス 2017年6月23日版）2017年11月26日確認